# پروشوتو
پروشوتو (ایتالیایی: Prosciutto) نوعی ژامبون ایتالیایی است که به صورت خشک و نمک‌سود شده تهیه می‌شود. این فرآورده معمولاً از ران خوک تهیه شده و به صورت ورقه‌های نازک برش داده می‌شود.
برخلاف «اِشپِک» (ژامبون دودی) از منطقه تیرول جنوبی، پروشوتو دودی نمی‌شود.
پروشوتو یک فرآورده گوشتی با پروتئین بالا و چربی کم است. طعم پروشوتو به عوامل مختلفی مانند نژاد خوک، رژیم غذایی، روش تولید و زمان رسیدن بستگی دارد. پروشوتو را می‌توان در فروشگاه‌های مواد غذایی و سوپرمارکت‌ها یافت. برای نگهداری پروشوتو، آن را در یخچال و در بسته‌بندی اصلی خود نگهداری می‌کنند.

## انواع

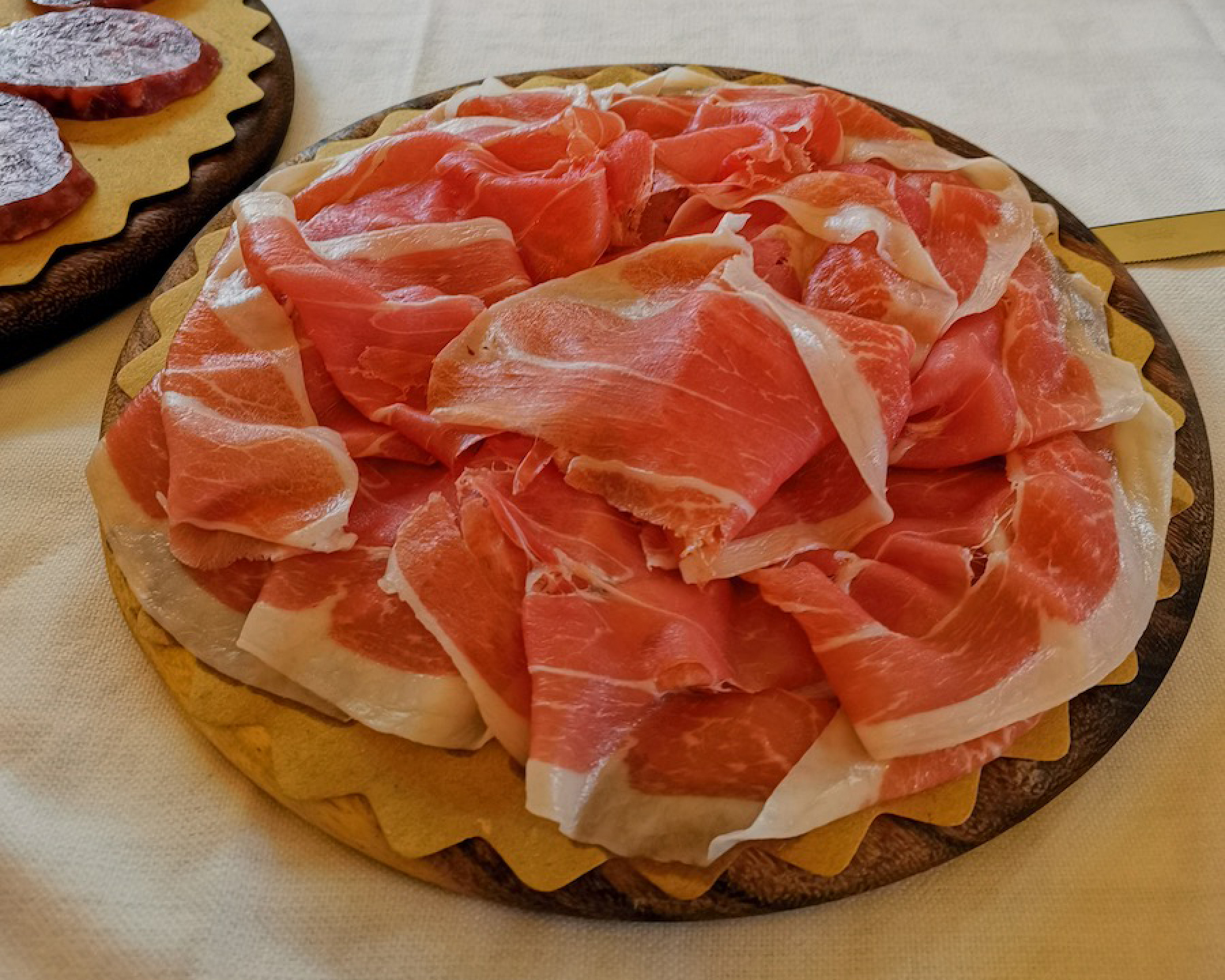
پروشوتو دی پارما (پروشوتوی پارمایی)

- پروشوتو کرودو (Prosciutto Crudo): این نوع پروشوتو خام است و به آن «پروشوتو» نیز گفته می‌شود. پروشوتو کروُدو به صورت ورقه‌های نازک برش داده شده و به عنوان پیش‌غذا، در سالادها، ساندویچ‌ها و پیتزاها استفاده می‌شود.
- پروشوتو کُتّو (Prosciutto Cotto): این نوع پروشوتو پخته شده است و معمولاً در غذاهای پخته شده مانند پاستا و لازانیا استفاده می‌شود.

## مناطق تولید
ایتالیا مناطق مختلفی برای تولید پروشوتو دارد که هر کدام طعم و ویژگی‌های خاص خود را دارند.
- پروشوتو دی پارما (Prosciutto di Parma): یکی از معروف‌ترین انواع پروشوتو است که در منطقه پارما تولید می‌شود. این پروشوتو از خوک‌هایی که با رژیم غذایی خاصی تغذیه شده‌اند تهیه می‌شود و حداقل ۱۲ ماه زمان برای رسیدن آن نیاز است.
- پروشوتو دی سان دانیله (Prosciutto di San Daniele): این پروشوتو در منطقه فریولی تولید می‌شود و به دلیل طعم شیرین و ملایم خود شناخته می‌شود.
- پروشوتو توسکانو (Prosciutto Toscano): این پروشوتو در منطقه توسکانی تولید می‌شود و طعم تندتری نسبت به سایر انواع پروشوتو دارد.

در جنوب سوئیس هم سنت تهیه پروشوتو وجود دارد.

## نام‌شناسی
در زبان ایتالیایی، «پروشوتو» به هر نوع ژامبونی گفته می‌شود، چه خشک و نمک‌سود شده (پروشوتو کرودو یا به اختصار کرودو) و چه پخته شده (پروشوتو کُتّو). اما در کشورهای انگلیسی زبان، معمولاً منظور از پروشوتو همان پروشوتو کرودوی ایتالیایی یا ژامبون‌های مشابه تهیه شده در جاهای دیگر است.
با این حال، خود کلمه «پروشوتو» محافظت شده نیست. به‌طور قانونی می‌توان ژامبون پخته را به عنوان پروشوتو (معمولاً به صورت پروشوتو کُتّو و از ایتالیا یا به سبک ایتالیایی) در مناطق انگلیسی زبان فروخت.
ریشه کلمه پروشوتو از کلمه ایتالیایی "آشوتو" به معنی "خشک" یا از لاتین عامیانه "پرو" (قبل) + "اکسوکتوس" (قسمت گذشته فعل "اکسوگِره" به معنی "بیرون کشیدن رطوبت") گرفته شده است. کلمه پرتغالی "پرزونتو" هم ریشه مشابهی دارد. این کلمه شبیه فعل ایتالیایی مدرن "پروشوگاره" به معنی "کاملاً خشک کردن" است (از لاتین "پرو" + "اکسوکاره" به معنی "استخراج عصاره").

## طرز تهیه
پروشوتو از ران یا ماهیچهٔ پای عقب خوک یا گراز وحشی تهیه می‌شود و اصطلاح پایه «پروشوتو» به‌طور خاص به این محصول اشاره دارد. البته می‌توان پروشوتو را با استفاده از پای عقب حیوانات دیگر هم درست کرد که در این صورت نام حیوان به نام محصول اضافه می‌شود، مثلاً «پروشوتو دی آنیلو» (ژامبون بره). فرایند تهیه پروشوتو بسته به اندازه ژامبون، می‌تواند از نه ماه تا دو سال طول بکشد.
بیل بوفورد، نویسنده‌ای که در مورد غذاهای ایتالیایی می‌نویسد، از صحبت خود با یک قصاب پیر ایتالیایی می‌گوید:
> وقتی جوان بودم، فقط یک نوع پروشوتو وجود داشت. در زمستان، با دست درست می‌شد و دو سال می‌ماند تا برسد. وقتی آن را بو می‌کردی، بوی شیرینی داشت. عطری عمیق و بی‌نظیر. رساندن پروشوتو کار حساسی است. اگر هوا خیلی گرم باشد، فرایند رسیدن هرگز شروع نمی‌شود و گوشت فاسد می‌شود. اگر هوا خیلی خشک باشد، گوشت خراب می‌شود. باید مرطوب باشد اما خنک. تابستان خیلی گرم است. زمستان، همان زمانی است که سالومی (انواع کالباس ایتالیایی)، پروشوتو، سوپرساتا (نوعی کالباس ایتالیایی) و سوسیس درست می‌کنی.
امروزه، ابتدا گوشت را تمیز می‌کنند، نمک می‌زنند و حدود دو ماه به همان حال می‌گذارند. در این مدت، به تدریج و با دقت به گوشت فشار می‌آورند تا تمام خون باقی‌مانده در آن بدون شکستن استخوان خارج شود. سپس، چندین بار آن را می‌شویند تا نمک آن پاک شود و در یک محیط تاریک و دارای تهویه مناسب آویزان می‌کنند. هوای اطراف برای کیفیت نهایی ژامبون مهم است. بهترین نتیجه در آب و هوای سرد به دست می‌آید. سپس ژامبون را تا زمانی که خشک شود، رها می‌کنند. مدت زمان این کار بسته به آب و هوای محلی و اندازه ژامبون متفاوت است. هنگامی که ژامبون کاملاً خشک شد، آن را تا ۱۸ ماه در دمای اتاق یا در یک محیط کنترل شده آویزان می‌کنند تا هوا بخورد.
گاهی برای عمل آوری پروشوتو از نیتریت (سدیم یا پتاسیم) استفاده می‌شود که به‌طور کلی در ژامبون‌های دیگر برای ایجاد رنگ صورتی مطلوب و طعم منحصر به فرد استفاده می‌شود. اما در ژامبون‌هایی که دارای «حفاظت‌شده با عنوان مبدا» (PDO) هستند، فقط از نمک دریا استفاده می‌شود. این رنگدانه صورتی از طریق واکنش شیمیایی مستقیم اکسید نیتریک با میوگلوبین برای تشکیل نیتروزومیوگلوبین و سپس تغلیظ رنگدانه‌ها به دلیل خشک شدن، تولید می‌شود. باکتری‌ها نیتریت یا نیترات اضافه شده را به اکسید نیتریک تبدیل می‌کنند.

## کاربرد
در آشپزی ایتالیایی، پروشوتو کرودوی ورقه شده اغلب به عنوان پیش غذا، پیچیده شده دور گریسینی (نان برشته ترد ایتالیایی) یا همراه با خربزه یا انجیر سرو می‌شود. همچنین به عنوان همراه سبزیجات بهاری پخته شده مانند مارچوبه یا نخود فرنگی خورده می‌شود. ممکن است در سس پاستای ساده‌ای که با خامه درست می‌شود یا در غذای توسکانی «تالیاتله» (نوعی پاستای نواری‌شکل) و سبزیجات استفاده شود. در مواد داخل گوشت‌های دیگر مانند گوشت گوساله، به عنوان روکش گوشت گوساله یا استیک، در نان شکم پر یا به عنوان رویه پیتزا استفاده می‌شود.
«سالتیمبوکا» یک غذای ایتالیایی با گوشت گوساله است که در آن فیله‌های نازک گوشت گوساله قبل از پیچیده شدن در پروشوتو و سپس سرخ شدن در ماهیتابه، با برگ مریم گلی پوشانده می‌شوند. پروشوتو اغلب در ساندویچ‌ها و پَنینی (نوعی ساندویچ ایتالیایی) و گاهی در نوعی سالاد کاپرزه با ریحان، گوجه فرنگی و موتزارلای تازه سرو می‌شود.